# Attagenus bifasciatus
Attagenus bifasciatus là một loài bọ cánh cứng trong họ Dermestidae. Loài này được Olivier miêu tả khoa học năm 1790.